# 442. polkovna bojna skupina (ZDA)
Za druge 442. polke glejte 442. polk.
442. polkovna bojna skupina (izvirno angleško 442nd Regimental Combat Team; kratica 442 RCT) je bila pehotna polkovna bojna skupina Kopenske vojske Združenih držav Amerike, ki je bila sestavljena iz japonskih Američanov.
V vojaško zgodovino ZDA se je 442 RCT vpisala kot najbolj odlikovana vojaška enota svoje velikosti in glede na dolžino bojevanja.

## Organizacija
- 442. štabna četa
- 442. protitankovska četa
- 442. topniška četa
- 442. medicinski odred
- 442. zaledna četa
- 100. pehotni bataljon

- Četni štab
- Četa A
- Četa B
- Četa C
- Četa D

- 2. bataljon

- Četni štab
- Četa E
- Četa F
- Četa G
- Četa H

- 3. bataljon

- Četni štab
- Četa I
- Četa K
- Četa L
- Četa M

- 522. poljski artilerijski bataljon

- Četni štab
- Četa A
- Četa B
- Četa C

- 232. bojnoinženirska četa
- 206. kopenski orkester

## Odlikovanja
Enota kot celotna je prejela 7 predsedniških pohval enote, od tega 5 v roku enega meseca. 	
Pripadniki enote so prejeli naslednja individualna odlikovanja:
vojaška odlikovanja ZDA
- 21 medalj časti (ena podeljena posmrtno med vojno, 20 drugih podeljenih junija 2000)
- 52 Distinguished Service Crosses (19 jih bilo povzdignjenih v medaljo časti junija 2000)
- 1 Distinguished Service Medal
- 560 srebrnih zvezd

- podeljenih še 28 hrastovih listov kot znamenje druge podelitve

- 22 legij za zasluge
- 15 Soldier's Medal
- 4.000 bronastih zvezd (1 je bilo povzdignjena v medaljo časti junija 2000)

- podeljenih še 1.200 hrastovih listov kot znamenje druge podelitve

- 9.486 škrlatnih src

vojaška odlikovanja drugih držav
- 12 Croix de Guerre (Francija)

- podeljeni še 2 palmi kot znamenje druge podelitve

- 2 Croce al Merito di Geurra (Italija)
- 2 Medaglia al Valore Militare (Italija)

## Zanimivosti
- O enoti so leta 1951 posneli film Go For Broke!.
- Kesuke Miyagi iz filmov Karate Kid je bil član te enote.